# Банк Южного Судана

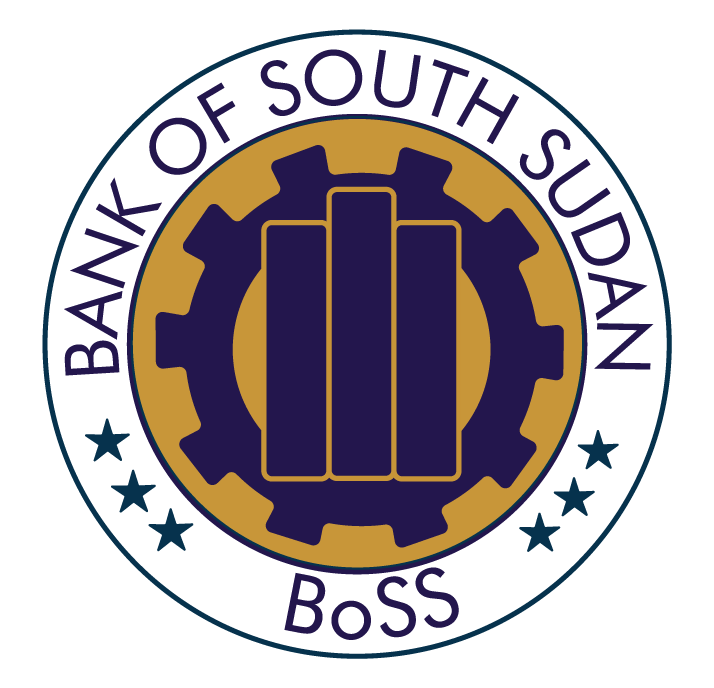
Логотип Банка Южного Судана

Банк Южного Судана (англ. Bank of South Sudan) — центральный банк Южного Судана.

## История
Банк Южного Судана создан в 2006 году в качестве регионального отделения Банка Судана. После объявления независимости Южного Судана с 9 июля 2011 года банк начал выполнять функции центрального банка. 15 июля 2011 года подписан закон о Банке Южного Судана.